# Psiadia
Psiadia là một chi thực vật có hoa trong họ Cúc (Asteraceae).

## Loài
Chi Psiadia gồm các loài: